# Hafenseilbahn Barcelona

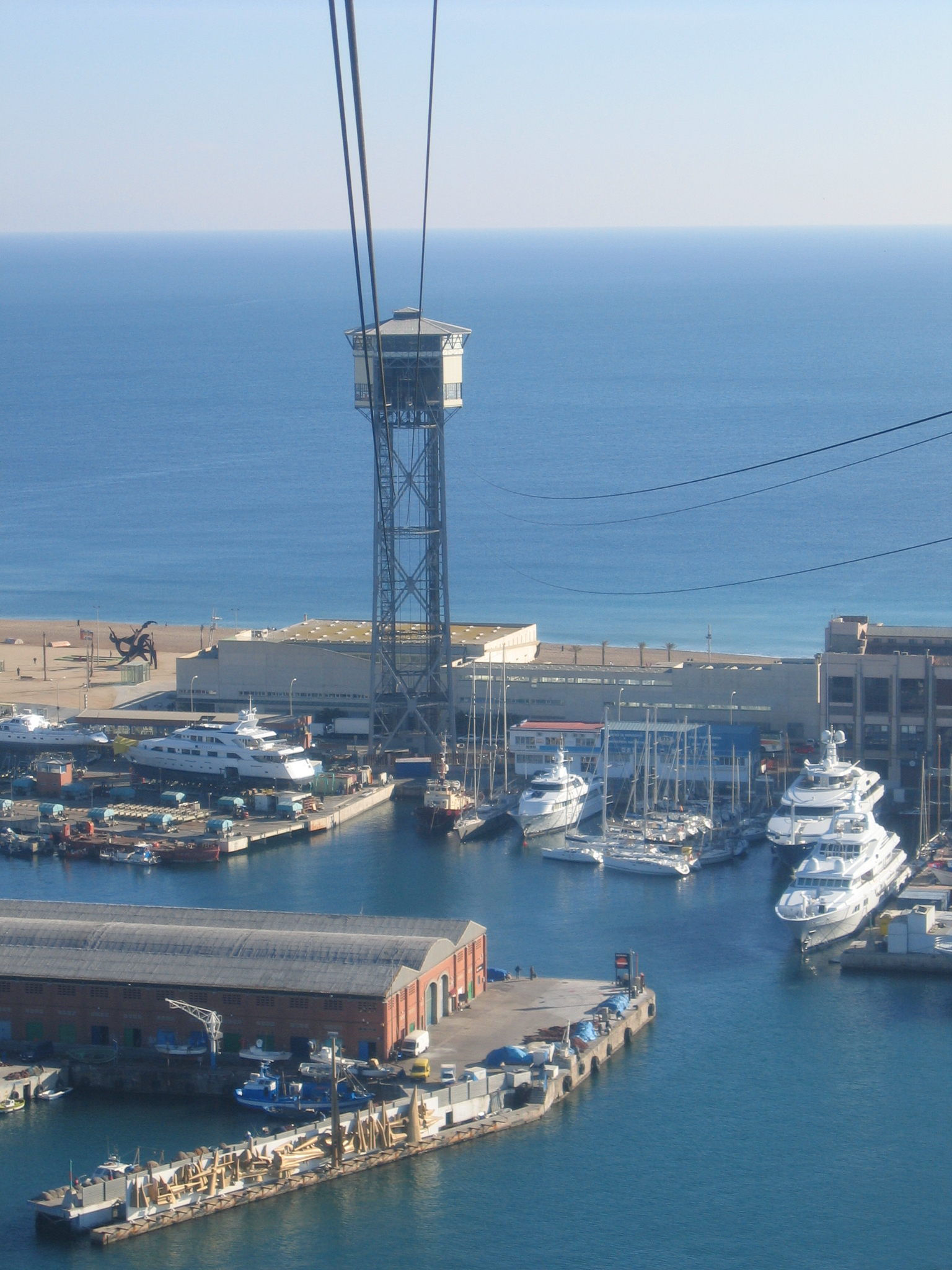
Torre Sant Sebastià aus der Seilbahn heraus fotografiert

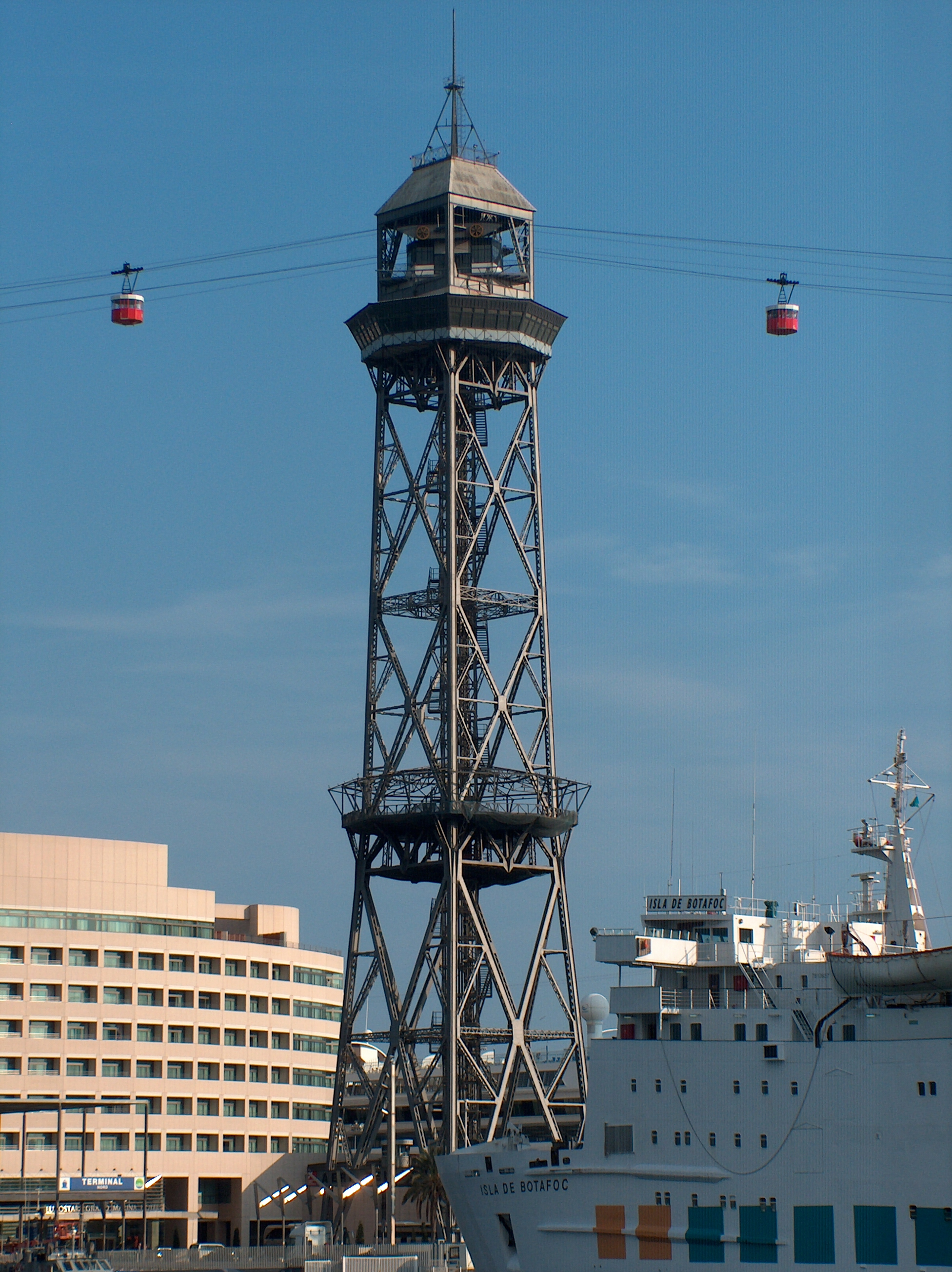
Torre Jaume I

Die Hafenseilbahn Barcelona (Teleférico del puerto Barcelona) ist eine Luftseilbahn in  Barcelona, Spanien, die von der in 57 m Höhe am Hang des Montjuïc gelegenen Station Miramar über den 107 m hohen Torre Jaume I zum 86 m hohen Torre Sant Sebastià fährt und dabei den Port Vell, den alten Hafen Barcelonas, das World Trade Center und die im Hafen liegenden Fährschiffe überquert. Im Torre Sant Sebastià geht ein Fahrstuhl zu dem am Meer gelegenen Stadtteil La Barceloneta hinunter.
Der fast genau auf halber Strecke stehende Torre Jaume I war die höchste Seilbahnstütze der Welt und blieb es bis 1966, als die Gletscherbahn Kaprun III gebaut wurde. In der Spitze dieses Stahlfachwerkturmes sind die Mittelstation und eine Aussichtsplattform untergebracht. Ein Aufzug fährt zur Hafenmole hinunter. Im Torre Sant Sebastià befindet sich die Endstation. Die beiden hin- und herfahrenden Kabinen halten im Torre Jaume I einige Minuten, damit die Touristen den Blick auf Barcelona genießen können.
Die Bahn wird von TEBAR, S.A - Teleférico de Barcelona betrieben.

## Geschichte
Die Hafenseilbahn sollte eine Attraktion der Weltausstellung 1929 werden. Zu diesem Zweck wurde die Gesellschaft Air Rail San Sebastian-Miramar, S.A. gegründet, der die königliche Konzession zum Bau und Betrieb der Seilbahn erteilt wurde. Der Ingenieur Juan Rodríguez Roda übernahm die Leitung des Projektes. Die Türme wurden von dem Architekten Carles Boigas geplant und von dem örtlichen Stahlunternehmen Material para Ferrocarriles y Construcciones S.A. gebaut. Die damals weltbekannte Firma Adolf Bleichert & Co. erhielt den Auftrag für die Planung und den Bau der eigentlichen Seilbahn, nachdem sie mit der österreichischen Zugspitzbahn eine aufsehenerregende Seilbahn gebaut und kurz zuvor die Seilbahn am Montserrat fertiggestellt hatte. Ihr Projektleiter war Friedrich Gründel. Allerdings wurde die Größe des Projektes unterschätzt, so dass die Seilbahn erst am 12. September 1931 eröffnet werden konnte.
Ursprünglich fuhren je zwei Kabinen zwischen den Endstationen und dem Torre Jaume I hin und her, weshalb man dort umsteigen musste. Allerdings wurden die Kabinen von nur einem, über die ganze Strecke reichenden Zugseil bewegt. Die Kabinen entsprachen denen am Montserrat und fassten je 20 Personen. Im Zwischengeschoss auf halber Höhe befand sich ein Restaurant, während das Restaurant im Torre Sant Sebastià noch nicht existierte.
Die Hoffnungen auf einen wirtschaftlichen Erfolg der Seilbahn wurden durch die Weltwirtschaftskrise und den spanischen Bürgerkrieg (1936–1939) zunichtegemacht. Der Torre Jaume I eignete sich hervorragend als Beobachtungsposten, der durch ein Maschinengewehr verstärkt wurde. In den Kämpfen wurde der Turm beschossen, ein Seil brach und eine Kabine stürzte ins Meer. Eine zweite, im Turm geparkte Kabine wurde durch die Schüsse zerstört. Am Ende des Bürgerkrieges blieben von der Seilbahn nur zwei Kabinen in der Station Miramar und die Stahlgerippe der beiden Türme. Eine Kabine wurde zu der ebenfalls beschädigten Montserrat-Seilbahn gebracht, die 1940 wieder in Betrieb genommen wurde. Die rostenden Türme boten jahrelang einen hässlichen Anblick. Obendrein verfing sich 1957 ein militärischer Hubschrauber in dem noch gespannten Hilfsseil und stürzte in den Hafen.
Es wurde diskutiert, die beiden Türme ganz abzureißen. Friedrich Gründel, der die Seilbahn rund 30 Jahre zuvor entworfen hatte, setzte sich jedoch für ihren Erhalt ein und gründete die Teleféricos de Barcelona, S.A., mit der er 1958 die Konzession für den Wiederaufbau und den Betrieb der Seilbahn erhielt. 1960 wurde der Torre Sant Sebastià mit einem neuen Restaurant an der Spitze wiedereröffnet, zwei Jahre später folgte der Torre Jaume I mit einer umgebauten Mittelstation, die ermöglicht, dass die Kabinen die ganze Strecke durchfahren können. Anschließend wurden neue Seile gezogen und die an den Montserrat ausgeliehene Kabine zurückgeholt. 1963 konnte die Seilbahn wieder in Betrieb genommen werden, diesmal mit nur zwei Kabinen und einer auf 3 m/s (10,8 km/h) reduzierten Geschwindigkeit. Nach dem Tod von Friedrich Gründel wurde die Teleféricos de Barcelona, S.A. vom Eigentümer des Swiss Hotel, später vom Eigner des Vergnügungsparks am Montjuïc übernommen. Der wirtschaftliche Erfolg war gering, der Zustand der Seilbahn verschlechterte sich so sehr, dass die Behörden 1995 beschlossen, die Anlage zu schließen. 1996 begann die Stadtverwaltung aber mit der Sanierung des Hafens und dem Bau des World Trade Center und in diesem Zusammenhang auch mit der Renovierung der Seilbahn. Im Jahr 2000 wurden neue Seile gezogen und die Bahn erneut in Betrieb genommen.

## Namen
Jaume I (1208–1276) war Graf von Barcelona und König von Aragon. San Sebastián ist der spanische Name einer Stadt an der Biskaya, in der Leonardo Torres Quevedo 1907 seine erste Seilbahn, den transbordador funicular eröffnete. Die Hafenseilbahn wird auch transbordador aeri genannt.

## Technische Daten

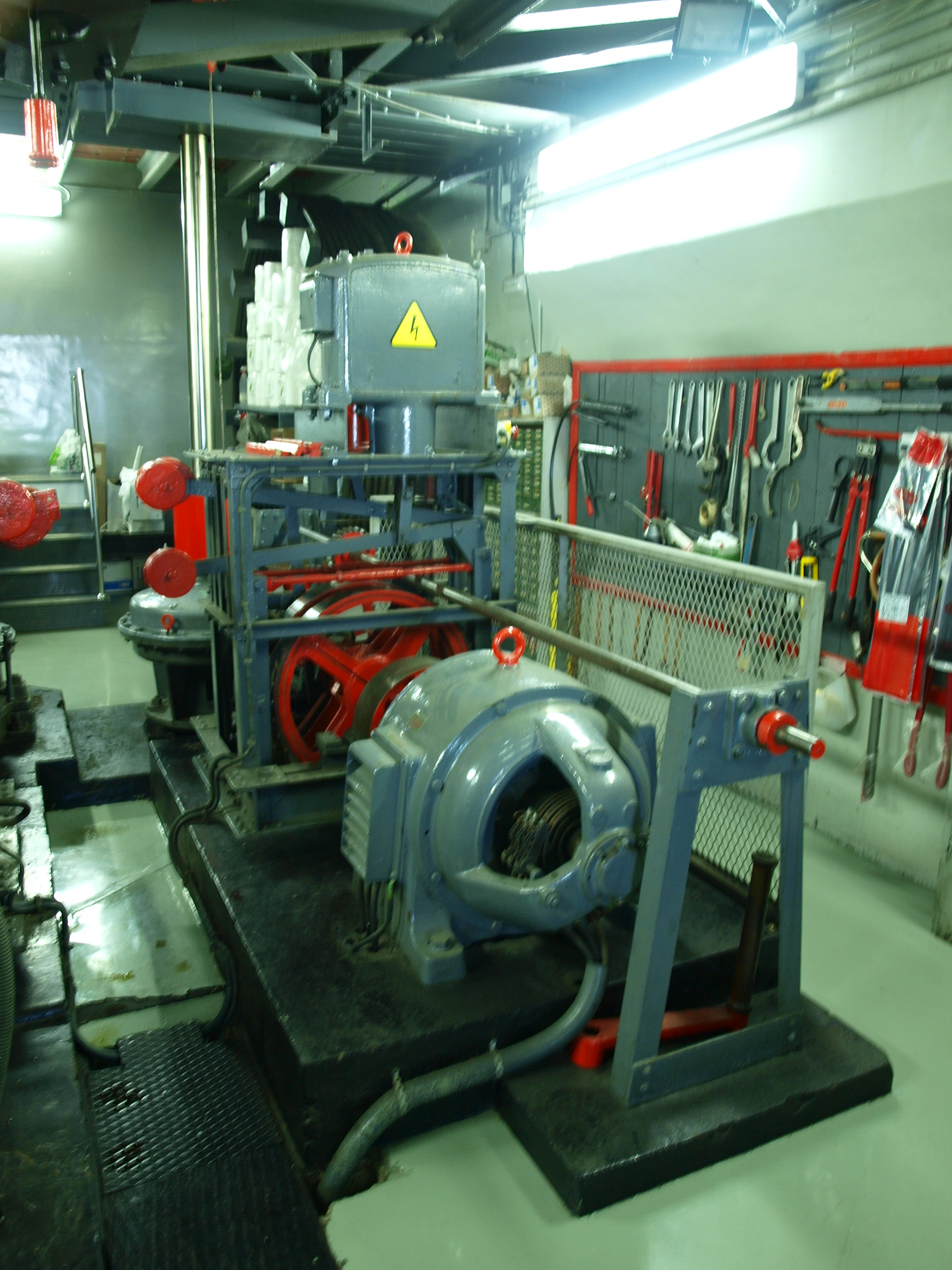
Barcelona – Port Vell Aerial tramway. Bergstation (Miramar). Elektrischer Reserve-Antrieb (II) im Originalzustand 1931-Betriebsbereit.

Die von Adolf Bleichert & Co. gebaute und 1931 eröffnete Hafenseilbahn ist eine Pendelbahn nach dem System Bleichert-Zuegg mit je einem Tragseil (45 mm) und einem Zugseil (23 mm) sowie einem Hilfsseil (17 mm) für Notfälle.

### Bergstation und Antrieb
Der Antrieb und der Führerstand der Seilbahn befindet sich in der Bergstation Miramar. Die Hauptteile des Antriebs bestehen weitestgehend aus den Bauteilen aus dem Jahr 1931. Der Antrieb ist als Doppelantrieb ausgeführt, es bestehen zwei identische Antriebseinheiten, die unabhängig vom Führerstand bedient werden können. Im Regelfall ist der renovierte Antrieb in Einsatz. Zudem ist ein Notantrieb vorhanden (Diesel), welcher die notwendige elektrische Energie zur Leerfahrt der Bahn bereitstellen kann.
Der Zugang zur Station Miramar erfolgt von einem Weg in Höhe ihres Daches über eine abwärts führende Treppe.

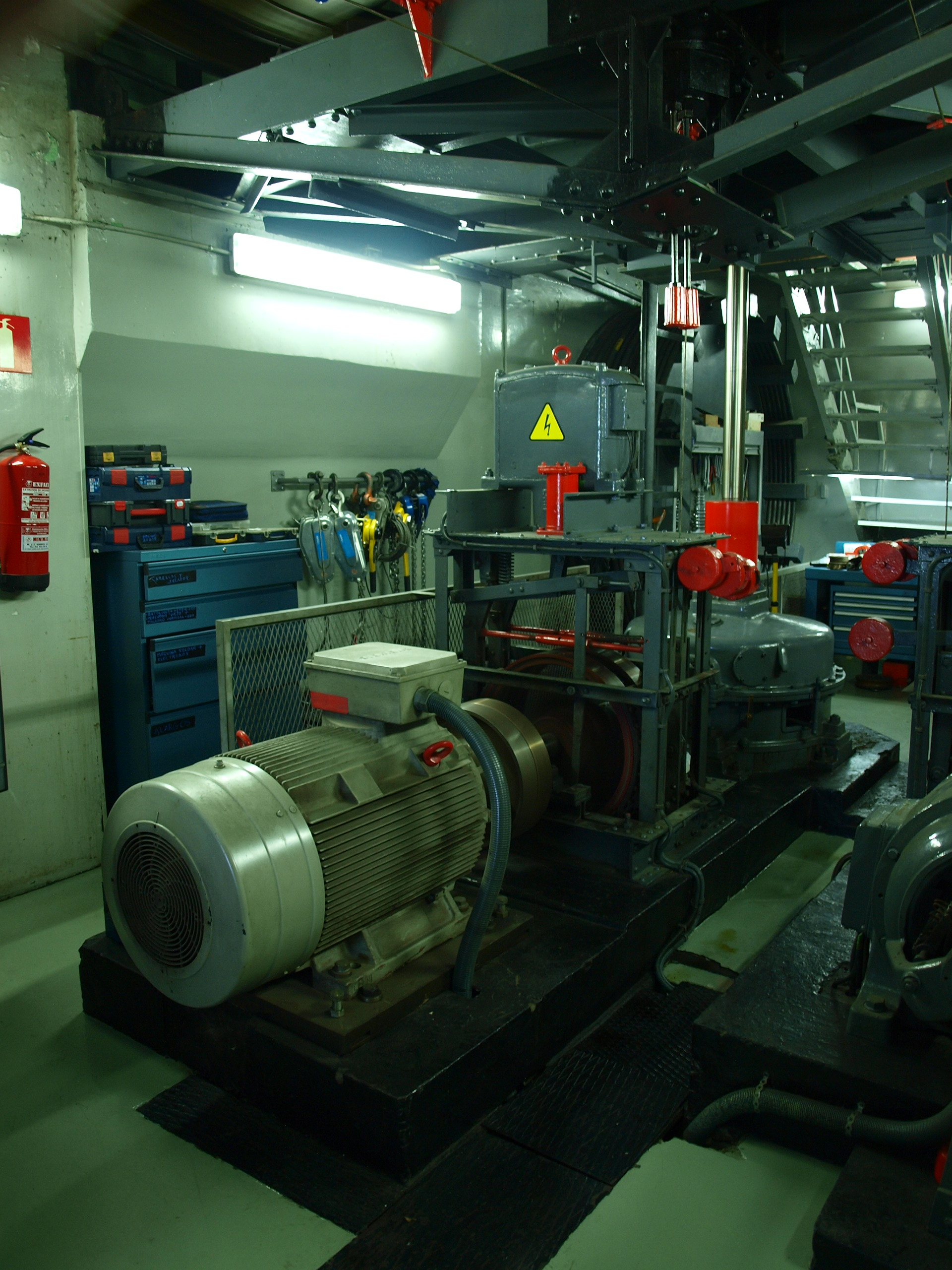
Barcelona – Port Vell Aerial tramway. Bergstation (Miramar). Neuer elektrischer Antrieb (I) – in Betrieb.

### Strecke und Seile
Die horizontale Streckenlänge beträgt 1303 m, die beiden Abschnitte sind 652 bzw. 651 m lang. Die Fahrgeschwindigkeit beträgt 3 m/s. Bei höheren Windgeschwindigkeiten wird der Betrieb aus Sicherheitsgründen eingestellt. Im Notfall können mit Hilfe von Bergewagen (Bergstation) Personen aus den Kabinen gerettet und die Strecke geräumt werden.
Als Tragseile sind vollverschlossene Drahtseile im Einsatz. Das Zug- und das Gegenseil sowie die Hilfsseile sind als offene Gleichschlagseile ausgeführt. Zug- und Gegenseil wurden erst vor wenigen Jahren ausgetauscht.

### Kabinen
Die beiden 12-eckigen Kabinen (Model Pavillon) fassen 20 Personen zuzüglich des Kabinenbegleiters. Eine leere Kabine wiegt 1350 kg. Es sind noch die ursprünglichen Kabinen, die jedoch mehrfach renoviert wurden, im Einsatz. Jede Kabine fährt (mit einem Halt in der Mittelstation) über die gesamte Strecke.

### Talstation
Die wichtigsten konstruktiven und tragenden Teile der Talstation und der Seilbahnanlage sind warmgenietet (nicht geschweißt oder geschraubt). Das Gegenseil umschlingt in der Talstation die Seilscheibe etwa mit 180°. Die Spanngewichte für die Tragseile, das Gegenseil und die Hilfsseile befinden sich in der Talstation, im Torre Sant Sebastià. Die Ausführung entspricht im Wesentlichen der aus dem Jahr 1931.